# لئوناردو آسودو
لئوناردو آسودو (انگلیسی: Leonardo Acevedo؛ زادهٔ ۱۸ آوریل ۱۹۹۶) بازیکن فوتبال اهل کلمبیا است که در پست مهاجم در کی‌لیگ چلنج برای باشگاه سئونگنام بازی می‌کند. 